# Louis Constant Westenenk
Louis Constant Westenenk (Semarang, 3 februari 1872 - Wassenaar, 2 mei 1930) was een Nederlands diplomaat, taalkundige en bestuursambtenaar. Hij was ridder in de Militaire Willems-Orde, ridder in de Orde van de Nederlandse Leeuw en officier in de Orde van Oranje-Nassau.

## Familie
Westenenk was een lid van het in 1942 in het Nederland's Patriciaat opgenomen geslacht Westenenk. Hij was de zoon van de planter Jan Constantijn Westenenk (1827-1894) en Françoise Josephine Emilie Louise Wardenaar (1839-1905). Hij groeide op bij zijn tante, Philippine Henriette Westenenk (1830-1893), in Deventer, getrouwd met de arts dr. Jacobus ten Sijthoff (1815-1885).
Hij trouwde in 1897 met Ada Joanna Adriana Nering Bögel (1870-1928); uit dit huwelijk werden vier kinderen geboren. Hij hertrouwde in 1929 Digna Nering Bögel (1890-1959); uit dit huwelijk werden geen kinderen geboren.

## Loopbaan

### Vroege loopbaan
Westenenk stond bekend als de algemeen erkende Indisch specialist op het gebied van de Minangkabau, sprak die taal vloeiend en was bekend met de adat van het volk. 
Hij studeerde in Delft Indologie en vertrok na zijn grootambtenaarexamen in 1892 per stoomschip Batavia naar Nederlands-Indië. Aldaar werd hij ter beschikking gesteld van de directeur van het binnenlands bestuur om werkzaam te worden gesteld in het binnenlandse bestuur. Hij werd vervolgens als ambtenaar voor de burgerlijke dienst toegevoegd aan de controleur van de controleafdeling Noord-Bandoeng, afdeling Bandoeng. In april 1893 werd hij bevorderd tot controleur der tweede klasse en vervolgens overgeplaatst van de residentie Soerabaja naar de residentie Lampongse districten. In september 1895 kreeg hij het bestuur over de onderafdeling Semitau, afdeling Sintang en daarnaast het bestuur over de onderafdeling Boven-Kapoeas (Borneo).

### Verwikkelingen te Sintang

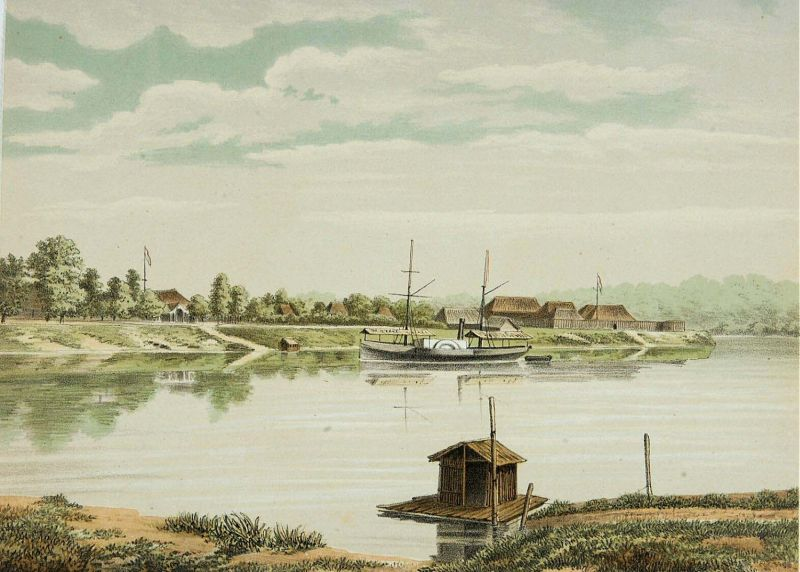
Sintang

De hoofdpersoon in de onlusten te Sintang in 1896, Raden Pakoe, stond bij het gouvernement niet zeer gunstig bekend, hoewel hij wel enige diensten had bewezen. Hij werd door resident Tromp te Pontianak geïnterneerd en onder toezicht gesteld, terwijl zijn vrouw en kinderen te Sintang bleven. Raden Pakoe vroeg en kreeg verlof om deze te Sintang te bezoeken maar ontdekte aldaar dat vrouw en kinderen naar een negorij aan de Melawi waren vertrokken. Hij reisde hen vervolgens na en liet aan de controleur weten dat hij niet van plan was terug te keren. Aan de rivier Melawi had hij veel invloed, zodat al snel twee grote Dajakse stammen zijn kant kozen en de streek in volle opstand was.  De resident, van Sintang komend, wilde er 25 man heensturen maar na overleg met het militair commando aldaar werd er uiteindelijk 75 man en een veldstuk gezonden. Behalve de resident en majoor La Feber gingen ook een kapitein, een luitenant en een arts mee. Aangezien de opstand groter bleek dan eerst gedacht werd er versterking gevraagd en uiteindelijk was er 250 man ter plaatse.
De Tebidah-Dajaks werden opgeroepen tegen hun eerdere vijanden onder commando van Westerenk dienst te doen als hulptroepen. Raden Pakoe gaf zich, nadat zijn bende een verlies van vijf doden en vier gewonden had geleden, de 21ste april met de rest van de bende over aan Westenenk, die met pradjoerits en een bevolkingspatrouille de versterkte woning aan de Lemasan had omsingeld. Voor zijn optreden als controleur in de westerafdeling van Borneo werd hij bij Koninklijk Besluit van 5 december 1896 nummer 51 benoemd tot ridder in de Militaire Willems-Orde; dat was met name omdat hij de opstandige Raden Pakoe gevangen wist te nemen. Raden Pakoe werd naar Batavia overgebracht maar acht van zijn zonen zwoeren wraak.
Westenenk werd in juli 1897 benoemd tot controleur van de onderafdeling 50 (L) kotta's (Borneo) en werd aan het einde van dat jaar overgeplaatst naar het gouvernement aan de westkust van Sumatra. Aldaar deed hij met zijn paarden mee aan de Padangse paardenraces en was hij buitengewoon substituutgriffier buiten bezwaar van den lande bij de rechtbank te Pajakombo. In deze tijd schreef hij in het Tijdschrift voor Inlandse Taal- Land- en Volkenkunde een artikel Bijdrage tot de kennis der folklore van West-Borneo en in het Bataviaasch Nieuwsblad een stuk getiteld: De folklore van West-Borneo. Hij was tevens lid van het Bataviaasch Genootschap.

### Activiteiten op Sumatra

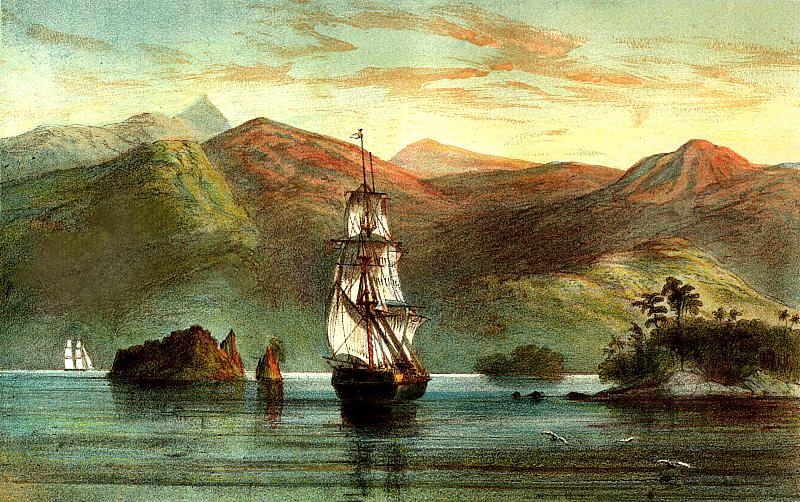
Westkust van Sumatra

Westenenk werd in september 1900 overgeplaatst naar het bestuur over de onderafdeling, gebied buiten de sagi's (Blora Atjeh), en ter beschikking gesteld van de assistent-resident van Groot-Atjeh M. Fosch. In januari 1901 werd hij overgeplaatst naar de onderafdeling Idi en belast met het bestuur over deze onderafdeling. Hij kwam toen in conflict met gouverneur-generaal J.B. van Heutsz omdat in Idi een opstand was uitgebroken. Westenenk werd overgeplaatst naar Koetaradja in Atjeh en werd in juni 1902 benoemd tot controleur van Oelèëlheuë. Daar verzoenden de gouverneur en de controleur zich weer. Aan het einde van het jaar 1902 verzocht Westenenk om een jaar verlof wegens langdurige dienst en vertrok op 4 februari 1903 van Batavia per stoomschip Prinses Sophie.  In Nederland verbleef hij te Deventer en ondertekende mede het gelukstelegram voor generaal Van Heutsz en het Indische leger. In mei 1904 werd het verlof van Westenenk verlengd met zes maanden en op 10 december 1904 vertrok hij met het stoomschip Sindoro terug naar Indië. Hij gaf in deze tijd een boekje uit, getiteld Atjehsche Tolk, een beknopte handleiding van de Atjehse taal en schreef een artikel in het Weekblad voor Indië, Tentoonstelling voor Menangkabausche nijverheid en kunst te Fort de Kock. Terug in Indië werd hij geplaatst te Koebangman Doea en belast met het bestuur over de onderafdeling Soepajang in de Padangse Bovenlanden.
Bij gouvernementsbesluit van 30 mei 1906 werd Toekoe Amir, de oudste zoon van de sultan van Asahan, residentie oostkust van Sumatra, ter beschikking gesteld van de gouverneur van Sumatra's Westkust, om onder leiding van Westenenk zich vertrouwd te maken met bestuurswerkzaamheden. Hij schreef diverse artikelen in deze tijd, vooral in het Weekblad voor Indië (De boeaja's en De tweede Pakam Malam te Fort de Kock). Datzelfde jaar (1907) kreeg hij een tevredenheidsbetuiging van de regering voor de bijzondere toewijding bij de vervulling van zijn ambtsplichten. Tijdens de belastingongeregeldheden in 1907 was hij werkzaam als controleur in de afdeling Agam en had hij een groot aandeel in de op de ongeregeldheden gevolgde hervormingen aan de westkust. In de nacht van de 15de op de 16de juni stond Westenenk met zijn militairen van het depotbataljon van Fort de Kock tegenover meer dan 1.000 in het wit geklede fanatici, onder wie zich ook vrouwen bevonden. In deze "nacht van Kempang" (in Tropisch Nederland beschreven door Charles Boissevain) deed deze massa tien opvolgende aanvallen, waarbij 7 militairen werden gedood en 14 gewond.
Voor zijn moedige optreden in deze periode werd Westenenk bij Koninklijk Besluit van 10 november 1909 nummer 47 benoemd tot officier in de Orde van Oranje-Nassau (eerder dat jaar was hij al benoemd tot ridder in die Orde). Hij vatte in deze tijd het plan op om de Olympische Spelen ook in Indië te houden en vroeg zich in een tijdschrift af: Zouden niet alle belangrijke sportverenigingen, lichamen en huizen die er belang bij hebben geldelijke steun willen bieden?

### Inspecteur-generaal

Westenenk werd benoemd tot inspecteur-generaal in het Ottomaanse rijk

Westenenk werd vervolgens benoemd tot waarnemend assistent-resident van Tanah Datar (Padangse Bovenlanden) en kreeg in juni 1910 een vier maanden durend buitenlands verlof. Tijdens dit verlof nam hij twee Maleise onderwijzers mee naar Nederland en gaf hen voorspraak voor vrijstelling van het toelatingsexamen voor de normaallessen te Deventer. In 1911 riep hij een vergadering bijeen te Fort van der Capellen van inlandse hoofden en ambtenaren ter bespreking van een algemene vervanging van te verrichten herendiensten door een geldelijke betaling. In 1913 exposeerde hij zijn collectie antieke en dan hedendaagse Menangkabaukunst in museumgebouw De Waag in Deventer en schreef hij het artikel Opstellen over Menangkabau in het Tijdschrift voor Indische Taal- Land en Volkenkunde. In 1914 werd Westenenk, dan op verlof in Nederland, benoemd tot een van de twee inspecteur-generaals in het Ottomaanse rijk, waar hij toezicht moest houden in het gebied waar veel Armeniërs leefden. In de buitenwereld waren de eerste berichten over de onderdrukking en de massamoord op de Armeense bevolking al in 1894 doorgedrongen en waarnemers uit kleinere landen kwamen, nadat een aantal grote mogendheden druk op het Ottomaanse rijk had uitgeoefend, poolshoogte nemen. Hij werd op 19 april 1914 bij de Ottomaanse gezant bij het Nederlandse hof ontvangen die hem officieel mededeling deed dat de keuze van zijn regering voor de functie van inspecteur-generaal op hem gevallen was. De week erop vertrok Westenenk naar Constantinopel om besprekingen te houden met de Ottomaanse regering; Hij reisde per Duitse trein op 29 juni met zijn vrouw naar Constantinopel af.
Westenenk moest bij zijn werk vooral afgaan op de mededelingen van de Duitse, Oostenrijkse en Amerikaanse ambassades waarvan de Duitse ambassade veel inlichtingen kon geven omdat Duitsland over een netwerk van agenten en consuls in het Ottomaanse rijk beschikte. Westenenks missie was geen succes omdat hij werd tegengewerkt door de Ottomaanse autoriteiten en de Eerste Wereldoorlog niet lang na zijn aankomst in het Ottomaanse rijk uitbrak. Hij keerde in september 1914 naar Deventer terug, nadat de Ottomaanse regering van de oorlog gebruik had gemaakt om de voorgenomen hervormingen geheel achterwege te laten. Na zijn vertrek vond ongeveer acht maanden later de Armeense genocide plaats in het Ottomaanse rijk. Westenenk werd na zijn terugkeer in Indië benoemd tot resident van Benkoelen. Bij zijn aankomst raakte mevrouw Westenenk tijdens het debarkeren ernstig in het gezicht gewond en verdronk de djongos op de rede, terwijl door het omslaan van de prauw de meegenomen goederen verloren gingen. Toen Westenenk als resident de heer Knappert opvolgde reden er in het gebied rode S.L-auto's rond, die met een ster en een halve maan versierd waren en was Hadji Mohamad er een officieus leider. Westenenk maakte hier direct een einde aan en ontnam de hadji alle macht. Zowel te Benkoelen als aan de Westkust was Westenenk zeer geïnteresseerd geweest in oudheidkundige kwesties en kolonisatievraagstukken.

### Latere loopbaan
In 1917 was Westenenk kandidaat voor de Volksraad en werd hierin, in de plaats van de heer Stibbe, eind 1919 gekozen maar bedankte al in mei 1920 voor dit lidmaatschap. Hij werd dat jaar benoemd tot resident van Palembang  (februari) en aan het einde van 1921 genoemd als nieuw lid in de Raad van Indië Met ingang van 2 februari 1921 werd hij benoemd tot gouverneur van Sumatra's Oostkust en op 25 februari had de bestuursoverdracht plaats in aanwezigheid van de ambtenaren van het binnenlandse bestuur, de handel en vertegenwoordigers van de cultures. Westenenk hield een korte toespraak, waarin hij onder meer zei dat de ambtenaren die de ontwikkelingsdrang van de inheemse bevolking probeerden tegen te houden in Nederlands-Indië niet meer op hun plaats waren maar dat anderzijds de ambtenaren verplicht waren de wet en de orde te handhaven.
In april 1922 vertrok hij voor een kort verlof naar Nederland met het stoomschip Prinses Juliana en keerde met hetzelfde schip in oktober van datzelfde jaar weer te Belawan terug. Hij werd op 31 augustus 1922 benoemd tot ridder in de Orde van de Nederlandse Leeuw en in juli 1924 aangesteld als lid van de Raad van Nederlands-Indië. In juni van datzelfde jaar was hij reeds ernstig ziek geworden door een influenza-aanval en sinds die tijd kon hij tijdelijk zijn werkzaamheden niet hervatten. Hij nam aan het einde van dat jaar ontslag als gouverneur van Sumatra's Oostkust, vroeg op 9 november 1925 ontslag als lid van de Raad van Nederlands-Indië. en vertrok in augustus voor drie maanden verlof naar Nederland. Bij zijn aftreden schreef een journalist van de Indische Courant: Wie weet hier iets van hen? Wat Westenenks ware verdiensten onder meer als gouverneur van Sumatra's Oostkust zijn geweest? Als zulke kerels als Westenenk en Swart hier in Nederland eindelijk stranden. Dan betekenen zij hier niet meer dan de eerste beste burgemeester van een Hollands provinciestadje.
In Nederland werd Westenenk raadsman voor studenten aan de Indologische faculteit. Deze functie paste hem, die het enthousiasme van de studenten  voor Indisch zelfbestuur niet deelde, niet. Hij was verder onder meer werkzaam als voorganger van gouverneur Goedhart, als raadsman voor het Departement van Koloniën en schreef diverse tijdschriftartikelen en een boek, Waar mens en tijger buren zijn, over zijn tijd aan de Westkust van Sumatra. In april 1930 vroeg de Britse regering Westenenk in Jeruzalem te onderzoeken waarom de Joodse en Palestijnse bevolking zo slecht kon samenleven maar Westenenk overleed voor die tijd in het Rooms-Katholiek Ziekenhuis te Den Haag op 2 mei 1930 in de leeftijd van ruim 58 jaar. Hij was daar opgenomen wegens een kleine operatie maar kreeg een longaandoening en een inzinking, waaraan hij overleed. De crematieplechtigheid vond onder grote belangstelling plaats te Westerveld.

## Westenenk en Couperus
Toen Westenenk gouverneur aan de oostkust van Sumatra was ontving hij Louis Couperus en zijn echtgenote Elisabeth Couperus-Baud in het gouvernementshuis; hij liet Couperus het tabaks- en het oliebedrijf zien, maar daarin was deze niet geïnteresseerd. Volgens Westenenk: Het was alles te ruw, te vuil en te lelijk voor een man als Couperus, hoe interessant het voor anderen ook was. Uiteindelijk liet Westenenk Couperus ook andere zaken zien en bewaarde aan het bezoek goede herinneringen. Tijdens de avond van het Louis Couperus Genootschap in april 1929 in Huize Kleykamp was hij een van de sprekers. Hij was ook lid van het genootschap en werd gezien als een van de verdienstelijkste leden.
Louis Couperus schreef over Westenenk onder andere het volgende in Oostwaarts:

Niets zoû mij liever zijn dan een portret in woord te teekenen van mijn gastheer. Maar ik vrees onbescheiden te zijn en dan, er is reeds zoo veel geschreven over den heer Westenenk. Mijn lezers zullen zich herinneren hoe dezen ambtenaar, die bloemrijk Maleisch spreekt met het grootste gemak, die de Maleische ziel heeft doorpeild, die, hoewel in Borneo begonnen als contrôleur, verder zijn geheele ambtenaarsloopbaan tot deze hooge post toe van het Gouverneurschap van Sumatra's Oostkust, in Sumatra zelve doorliep, en voor wiens grondige kennis en liefde de gewesten van Bengkoelen, Palembang, Padang, Deli, geen geheim meer inhouden, in '14 werd aangeboden het... Inspecteur-Generaalschap van Anatolië, Armenië. Reeds was hij te Constantinopel, reeds beraadslaagde hij in ministerraad met Enver Pacha en de Turksche autoriteiten en stond hij schrap tegenover hen in de kwestie der gelijkheid van Muzelman en Christen, toen de Oorlog uitbrak en die hooge benoeming in voorkeur boven andere neutrale candidaten, helaas perk en paal stelde. De heer Westenenk was reeds op het punt naar Erzeroum te vertrekken. Ik eerbiedig de bescheidenheid van mijn gastheer. Het is hier ook niet de plaats meer uit te weiden over dat voor ons vaderland eervol oogenblik, toen een Nederlander door Rusland en de andere Mogendheden werd aangezocht om de netelige Armenische kwestiën te regelen. Ik wil hier alleen maar verzekeren, dat als de heer Westenenk mij vertelt van Sumatra, ik geboeid ben in hoogste mate en dat de uren vlieden. Het leven van een Oost-Indiesch hoofdambtenaar is overstelpend druk, administratief, reprezentatief en te meer waardeer ik, dat de heer Westenenk telkens een oogenblik vindt om zijn nieuwsgierigen gast in te lichten.